# Viola cuspidifolia
Viola cuspidifolia är en violväxtart som beskrevs av Wilhelm Becker. Viola cuspidifolia ingår i släktet violer, och familjen violväxter. Inga underarter finns listade i Catalogue of Life.